# Henry Uche
Henry Iffanyi Uche (Lagos, 18 agosto 1990) è un ex calciatore nigeriano, di ruolo centrocampista.